# Metanoia
Pour l’article homonyme, voir Métanoïa.
Albums de Yōsei teikoku
Gothic Lolita Propaganda Iro no nai Sekai
Metanoia est le premier mini-album de Yōsei teikoku, sorti le 7 novembre 2008 au Japon.
Il est accompagné d'un DVD avec le clip de Wahrheit et trois chansons en live.

## Liste des titres

### CD
1. Wahrheit (4:49)
  - Paroles : Fairy YUI
  - Composition, Arrangement : Takaha Tachibana
2. Hades: The rise (4:47)
  - Paroles : Fairy YUI
  - Composition, Arrangement : Takaha Tachibana
3. Eternal waltz (3:41)
  - Paroles, Composition, Arrangement : Takaha Tachibana
4. Haitoku no Hana (5:12)
  - Paroles, Composition, Arrangement : Takaha Tachibana
5. Purify (5:30)
  - Paroles : Fairy YUI
  - Composition, Arrangement : Takaha Tachibana
6. Heisoku Kokorodama (4:43)
  - Paroles, Composition, Arrangement : Takaha Tachibana
7. hidden truth (2:35)
  - Paroles : Fairy YUI
  - Composition, Arrangement : Takaha Tachibana
  - C'est une version acoustique, épurée et plus lente de Wahrheit.

### DVD
1. Wahrheit
2. Ira (live)
3. Shijun no Zankoku (live)
4. Kokō no Sōsei (live)